# Nicolò Rezzara
Nicolò Rezzara (Chiuppano, 8 marzo 1848 – Bergamo, 6 febbraio 1915) è stato un sociologo e politico italiano.

## Biografia

### Primi anni
Nato nel 1848 a Chiuppano, in provincia di Vicenza, in una famiglia contadina di modesta estrazione, rimase orfano del padre all'età di sette anni. Per questo venne accolto da uno zio materno nel capoluogo berico che gli permise di proseguire le scuole dell'obbligo e di successivamente di completare gli studi tecnici.
Al termine del proprio percorso formativo ottenne l'abilitazione all'insegnamento superiore ed intraprese la professione esercitando sia presso il collegio cittadino Cordellina Bissari che nel locale Seminario vescovile.
Fervente credente, si impegnò in molteplici iniziative di stampo cattolico: si segnalò come prefetto di camerata nell'Orfanotrofio, partecipò alla fondazione di settimanali come Il Berico nel 1876 ed il Dono di Pasqua, e si adoperò attivamente per la nascita e l'espansione sia dell'Azione Cattolica di Vicenza che del Circolo San Giuseppe.
Ottiene quindi l'abilitazione all'insegnamento presso l'Università di Padova ma, a causa del clima laicista del Collegio Comunale, fu costretto a lasciare l'incarico.

### A Bergamo

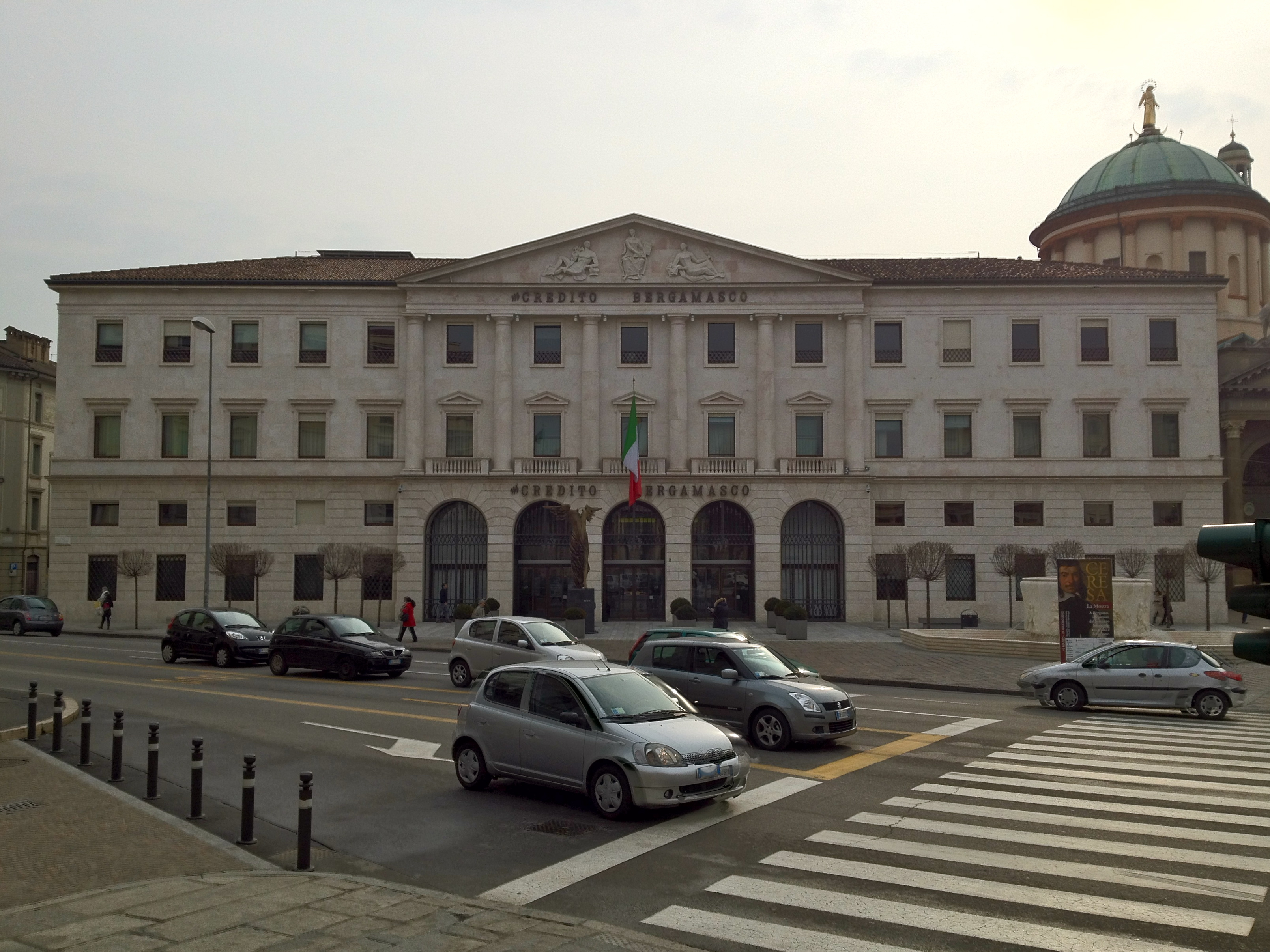
La sede del Credito Bergamasco, fondato dal Rezzara

Nell'ottobre del 1877 si recò a Bergamo per partecipare al Congresso Cattolico. Nonostante la giovane età e la poca esperienza, venne nominato membro del Comitato Diocesano dell'Opera dei Congressi e gli venne offerta la cattedra di Storia e Letteratura presso il locale collegio Bartolomeo Colleoni.
In breve tempo cominciò a farsi conoscere anche nella realtà bergamasca, aiutato dal clima fortemente cattolico presente nella città grazie all'Azione Cattolica bergamasca, presente in tutta diocesi in modo capillare e organizzato (la diocesi di Bergamo era definita da Papa Pio X la prima diocesi d'Italia).
In questo contesto conobbe e collaborò con Giambattista Caironi (1848-1903), collega d'insegnamento, con cui fondò nel 1879 il periodico Libertà d'Insegnamento e nel 1880 il quotidiano L'Eco di Bergamo, mentre nel 1885 diede vita al settimanale politico Il Campanone. Inoltre nel 1891 costituì, in collaborazione con il conte Stanislao Medolago Albani, il Piccolo Credito Bergamasco (poi diventato Credito Bergamasco).
Si impegnò nell'Opera dei Congressi collaborando con Giuseppe Tovini, in sostituzione del quale assunse la direzione della terza sezione, dedicata ad istruzione ed educazione. Nell'ambito di tale associazione venne nominato nel 1882 membro del comitato centrale, mentre nel 1887 assunse l'incarico di segretario generale, ruolo che ricoprì consecutivamente per 14 anni.
Si rese quindi protagonista di numerose iniziative sia in ambito religioso che in quello sociale, rivolgendo le proprie attenzioni ai ceti meno abbienti: nel 1881 istituì L'Opera delle Cucine Economiche, iniziativa volta a combattere la malattia della pellagra, mediante la quale attivò cucine nella città che permettessero di migliorare l'alimentazione dei ceti poveri, causa del diffondersi di tale malattia, venendo anche nominato membro della Commissione Provinciale per la cura della Pellagra'.

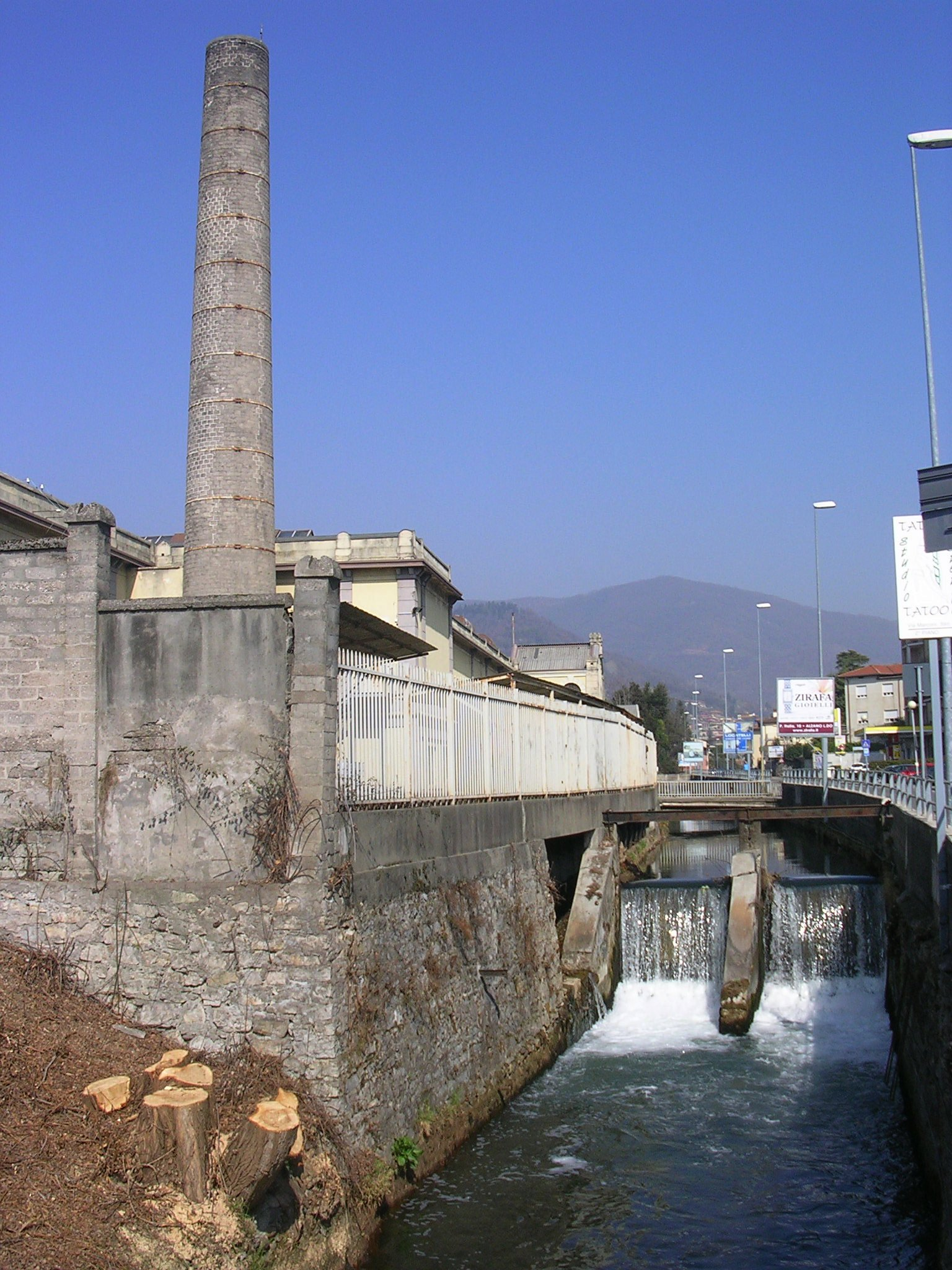
Gli stabilimenti Zopfi, a Ranica, dove si consumò lo sciopero del 1909, nel quale il Rezzara ebbe un ruolo fondamentale

Inoltre creò la Società cattolica femminile di mutuo soccorso ed il Panificio cooperativo bergamasco, costruì la casa del Popolo (conosciuto anche come Palazzo Rezzara) e diede vita alla Scuola popolare, strumento volto a combattere l'analfabetismo.
In ambito politico nel 1887 venne eletto prima nel consiglio provinciale bergamasco e poi in quello cittadino.
Si interessò anche alle numerose questioni legate alla questione operaia, venendo indicato dalla Santa Sede quale proprio rappresentante presso l'Associazione internazionale per la protezione legale dei lavoratori, che si svolse nel 1908.
L'anno successivo, in qualità di Presidente della Direzione Diocesana di Azione Cattolica, venne invitato dall'Ufficio del Lavoro di Bergamo a mediare nella vertenza in atto presso gli stabilimenti Zopfi di Ranica, nei quali più di 800 operai ricorsero allo sciopero contro la proprietà.
Il Rezzara riuscì a conciliare le due posizioni, ottenendo il riconoscimento della Lega Operaia da parte dell'azienda ed altri piccoli miglioramenti della condizione lavorativa. Questa mediazione viene indicata come fondamentale per la creazione in terra bergamasca del sindacato cattolico conosciuto come Confederazione italiana dei lavoratori, progenitrice della CISL.
La gestione e la risoluzione di questa vertenza, così come altre situazioni in ambito sociale e politico, portarono a contrasti tra le differenti anime del mondo cattolico. Numerosi furono i dissidi tra il Rezzara, supportato nella sua opera dal vescovo bergamasco Giacomo Radini-Tedeschi e dal segretario vescovile Angelo Roncalli (futuro Papa Giovanni XXIII), e Stanislao Medolago Albani che, con una condotta più conservatrice volta alla tutela dei poteri forti, vedeva dalla sua parte il Cardinale segretario di Stato Vaticano Rafael Merry del Val ed il Pontefice Pio X.
Negli ultimi anni della propria vita lasciò progressivamente gli incarichi assunti, ammalandosi gravemente nel 1914 di un male che lo vinse il 6 febbraio 1915.